# Портрет Григорія Сковороди у молодості
«Портрет Григо́рія Сковороди у мо́лодості» — олійний портрет молодого українського філософа Григорія Сковороди роботи невідомого автора першої половини XIX століття, зберігається у фондах Національного музею літератури України.

## Історія придбання
2 квітня 1987 р. в газеті «Літературна Україна» з'явилась стаття докторів філологічних наук Г. Мойсеєвої та В. Микитася «Невідомий портрет Григорія Сковороди», де йшлося про портрет молодого Григорія Сковороди, який 1986 року вперше експонувався  на першій виставці оригінальних приватних колекцій живопису в Центральній виставковій залі Ленінграда. Портрет належав родині Безобразових — відомим колекціонерам пам'яток образотворчого мистецтва. Стаття супроводжувалась репродукцією картини, на якій зображено Григорія Сковороду під час його перебування в Петербурзькій придворній капелі. Перед нащадками вперше постав одухотворений, самозаглиблений, просвітлений образ молодого Сковороди. До цього було відоме лише одне прижиттєве зображення філософа, яке виконав художник Лук'янов з натури в останні місяці життя Григорія Сковороди на замовлення його учня Михайла Ковалинського (робота Лук'янова зберігалась в родині Степана Александрова та його сина — поета і фольклориста Володимира Александрова). Науковці Національного музею літератури України зв'язалися з власником портрета — Борисом Борисовичем Безобразовим, який придбав портрет в кінці 1920-х — на початку 1930-х років у антиквара Б. Блокштейна, і домовились про закупку портрета для фондів. У відрядження до Ленінграда відправили наукового працівника, який і привіз оригінал до музею.

## Опис
На портреті відтворено глибокий духовний світ українського митця — одного з найосвіченіших людей Європи, філософа, поета, композитора, музиканта, співака. В руках у портретованого улюблений музичний інструмент — сопілка. Митець обдумував свої філософські діалоги, складав пісні під час гри на сопілці серед полів та гаїв. У грі на сопілці, за свідченнями сучасників, Сковорода міг передавати голоси найспівучіших птахів.  Погляд парубка мрійливий, наповнений думками. Юнак наче перебуває у гармонії з навколишнім світом і насолоджується цим.